# G8 Alternatives

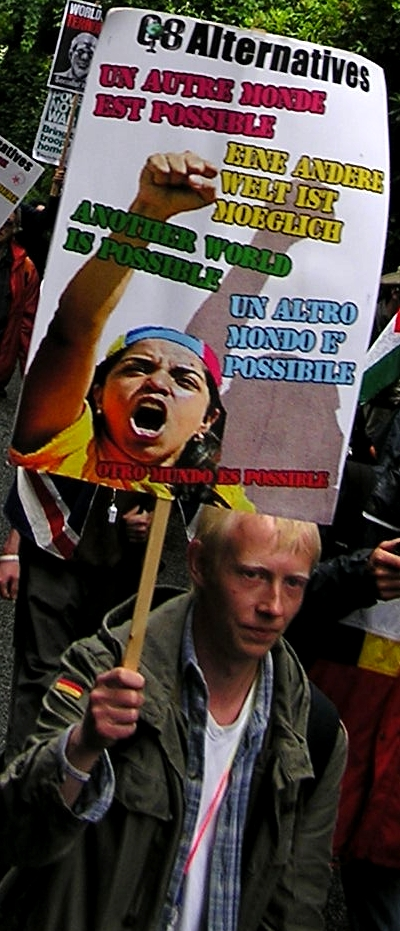
Manifestant tenant une pancarte G8 Alternatives

G8 Alternatives était une coalition de groupes activistes mis en place pour coordonner les actions autour du 31ème sommet du G8 qui s'est tenu à l'hôtel Gleneagles dans le Perthshire, en Écosse.
Campagne pour le Désarmement Nucléaire, la focalisation sur l'occupation en Irak, l'Association musulmane de Grande-Bretagne, le Parti socialiste écossais, la Coalition Stop the War et diverses branches syndicales. L'auteur et universitaire Noam Chomsky, le journaliste John Pilger et le comédien Mark Thomas figuraient parmi les soutiens individuels.

## Activités

### Contre sommet
G8 Alternatives a organisé un contre-sommet le 3 juillet qui a été abordé par un large éventail de conférenciers. L'écrivain George Monbiot, l'activiste sud-africain anti-privatisation Trevor Ngwane et l'activiste anti-mondialisation philippin Walden Bello figuraient parmi les participants. Néanmoins, la manifestation de la coalition à Auchterarder le jour où le sommet du G8 a débuté fut peut-être leur action la plus significative.

### Protestation des socialistes du parlement écossais
La coalition avait beaucoup de mal à obtenir la permission pour la marche et quelques jours avant le G8, il semblait probable que la permission serait refusée, malgré l'accord préalable du gouvernement écossais sur le maintien du droit de manifester à Gleneagles. En réponse à cela, les membres du Parlement écossais du Parti socialiste écossais ont fait une protestation silencieuse dans la chambre à Holyrood. Ils ont été exclus du parlement pendant un mois pour avoir refusé de quitter la Chambre lorsque le Président leur a demandé de le faire. La permission a finalement été accordée seulement quelques jours avant que la protestation ait lieu.

### Marche sur Gleneagles
Le jour même, la police a résilié la marche pendant un certain temps, et il y avait une certaine confusion parmi le public quant à savoir si la marche se ferait ou pas, mais ils ont finalement cédé quand les organisateurs ont dit qu'ils marcheraient quoi qu'il arrive et qu'un certain nombre de manifestants ont commencé à se diriger vers Edimbourg comme un site de protestation alternatif. Malgré cela, un certain nombre d'entraîneurs ont été refoulés ou temporairement détenus.
La marche a attiré l'attention des médias lorsque plusieurs participants ont quitté la manifestation principale pour traverser un champ où ils ont abattu une partie de la clôture entourant l'hôtel où se tenait le sommet. La police a réagi en faisant venir d'autres policiers anti-émeutes utilisant des hélicoptères Chinook et a rapidement pu dégager le terrain.